# پانو پاناگیا
پانو پاناگیا یا پانو پانایا (به یونانی: Πάνω Παναγιά) یک روستای کوهستانی در قبرس است که در ناحیه پافوس واقع شده‌ است.

## خصوصیات
پاناگیا یا پانایا، ۵۶۴ نفر جمعیت دارد و ۹۰۰ متر بالاتر از سطح دریا واقع شده‌ است.